# バーニー・ホスキンス
バーニー・ホスキンス（Barney Hoskyns、1959年 - ）は、イギリスの音楽評論家、オンライン音楽ジャーナリズム・アーカイヴ「Rock's Backpages」の編集代表。

## 経歴
ロンドン生まれ。
ホスキンスは、英語専攻の一級学位 (First Class degree in English) を得てオックスフォード大学を卒業した。『ニュー・ミュージカル・エクスプレス』誌のスタッフ記者となった後、ソウルミュージックの本の執筆準備に専念するため職を辞し、『メロディ・メイカー』誌や『ニュー・ミュージカル・エクスプレス』誌に寄稿するようになった。こうして書かれたのが『Say It One Time For The Brokenhearted: Country Soul In The American South』(UK: Fontana、1987年。Bloomsbury再販、1998年) であった。
ホスキンスは、ポップカルチャーや芸術について、イギリス版『ヴォーグ』誌に寄稿し、5年にわたってコントリビューティング・エディター (Contributing Editor) を務め、さらに、『タイムズ』紙、『ガーディアン』紙、『インデペンデント』紙、『オブザーバー』紙、『アリーナ』誌などに定期的に寄稿してきた。さらに、『ハーパーズ バザー』誌、『インタビュー』誌、『スピン』誌、『ローリング・ストーン』誌や、Amazon.com、CDNOWなどにも寄稿している。
1993年から1999年にかけて、ホスキンスは、『モジョ』誌の副編集長、次いでアメリカ合衆国版編集長を務めた。1998年には、トッド・ヘインズの映画『ベルベット・ゴールドマイン』と連動する形で、『Glam! Bowie, Bolan & The Glitter Rock Revolution』（日本語版『グラム! 真実のベルベット・ゴールドマイン』）が、ヘインズの序文を入れて、イギリスの Faber and Faber と、アメリカ合衆国の Simon & Schuster から出版された。1999年には、マーク・ラーソン (Mark Larson) との共著で、ベストセラーになった『The Mullet: Hairstyle Of The Gods』が、Bloomsbury から出版された。
2000年、ホスキンスは、CDNOWのロンドンのシニア・エディター（上級編集者）となり、さらに、古典的なロック・ジャーナリズムのオンライン・アーカイヴである「Rock's Backpages」の共同創設者のひとりとなった。ホスキンスは、『The Sound and the Fury: A Rock’s Backpages Reader』 (Bloomsbury, 2003) や『Ozzy Osbourne: A Rock’s Backpages Reader』 (Omnibus, 2004) の編集にもあたった。ホスキンスの『Hotel California: Singer-Songwriters & Cocaine Cowboys In The L.A. Canyons』 (UK: 4th Estate/Harper Collins; US: Wiley) は、2005年に出版され、2007年にはこの本に基づいたBBCのドキュメンタリーが制作された。
2006年、ホスキンスは、Rodale の「Rock Of Ages」シリーズのひとつとして、レッド・ツェッペリンのアルバム『レッド・ツェッペリン IV』についての研究である『Led Zeppelin IV』を出版し、また『Across The Great Divide』 (Hal Leonard Books) がアメリカ合衆国で再版された。これに続くアメリカ音楽についての書籍として、2009年3月には、Faber and Faber から、トム・ウェイツの伝記『Lowside of the Road: A Life of Tom Waits』が出版された。
ホスキンスによる、レッド・ツェッペリンのオーラル・ヒストリーは、イギリスでは『Trampled Under Foot: The Power and Excess of Led Zeppelin』と題されて Faber and Faber から、アメリカ合衆国では『Led Zeppelin: The Oral History of the World's Greatest Rock Band』と題されて Wiley から、2012年に出版された。
ホスキンスは、イギリスでは、チャンネル4の『Top Ten』シリーズ、BBC Twoの『I Love The 80s/90s』や『Walk On By』、VH1 の『Behind the Music』、（様々な局で放映される）『Classic Albums』など、ラジオでもテレビでもホスト役やコメンテーターとしてレギュラー出演する番組をもっている。高く評価されたBBC2（当時）のドキュメンタリー・シリーズ『Soul Deep』ではコンサルタントを務めた。ホスキンスは、この他にも、『Montgomery Clift: Beautiful Loser』 (UK: Bloomsbury/ US: Grove、1992年)、『Across The Great Divide: The Band & America』 (UK: Viking; US: Hyperion、1993年)、また小説作品『The Lonely Planet Boy: A Pop Romance』 (UK/US: Serpent’s Tail、1995年) なども出版している。『Waiting For The Sun: Strange Days, Weird Scenes & The Sound Of Los Angeles』 (UK: Viking/US: St. Martin’s Press、1996年) は、アメリカ合衆国で Ralph J. Gleason Music Book Awardaward にノミネートされた。1997年には、『Beneath the Diamond Sky: Haight-Ashbury 1965-1970』を出版した。

## 私生活
ホスキンスは、元女優で、インテリアデザイナーのナタリー・フォーブス (Natalie Forbes) と結婚している。ふたりの間には5人の子どもが生まれた。大英帝国勲章を受章したミッジ・ユーロは、義兄にあたる。